# Müller (Automobilhersteller)
Müller war ein Hersteller von Automobilen aus Österreich-Ungarn.

## Unternehmensgeschichte
Der Ingenieur Müller gründete 1913 in Wien das Unternehmen und begann mit der Produktion von Automobilen. Der Markenname lautete Müller (nach anderen Quellen Müllner oder Mullner). 1914 endete die Produktion.

## Fahrzeuge
Das einzige Modell 6/7 PS bzw. 5/7 PS war ein Cyclecar. Das Fahrzeug verfügte über vier Räder. Für den Antrieb sorgte ein Zweizylindermotor von Zedel (laut zwei Quellen von der französischen Filiale Société des Moteurs et Automobiles Zedel (ZL)) mit 7 PS Leistung. Er trieb über eine Kette ein Hinterrad an.